# Molí de la Gual
El Molí de la Gual és un edifici del municipi d'Ivorra (Segarra) que forma part de l'Inventari del Patrimoni Arquitectònic de Catalunya. Aquest molí el trobem documentat el 1150 quan el comte d'Urgell el donà al castlà.

## Descripció
És un edifici d'un sol nivell, on hi trobem la sala de moles, situat enmig d'una zona de conreu i adossat a un dels murs de la bassa. De planta quadrangular, realitzat amb carreus regulars units amb argamassa. Actualment s'accedeix al seu interior per una petita obertura realitzada posteriorment al mur nord-est, d'arc rebaixat fet amb rajola ceràmica. La porta original, actualment tapiada, està situada al mur sud-oest, formada per un arc de mig punt adovellat i una espitllera superior també tapiada.
L'interior de l'edifici està cobert per volta ogival realitzada amb carreus regulars, la qual presenta incrustacions calcàries a causa de les permanents filtracions d'aigua. Conserva part del mecanisme propi d'un molí, la mola sotana, fixada al paviment, i al costat, arrencada, la mola volandera.